# 柏原南口站
柏原南口站（日语：／ Kashiwara-minamiguchi eki */?）位於日本大阪府柏原市上市，為近畿日本鐵道（近鐵）道明寺線的鐵路車站。車站編號為N16。

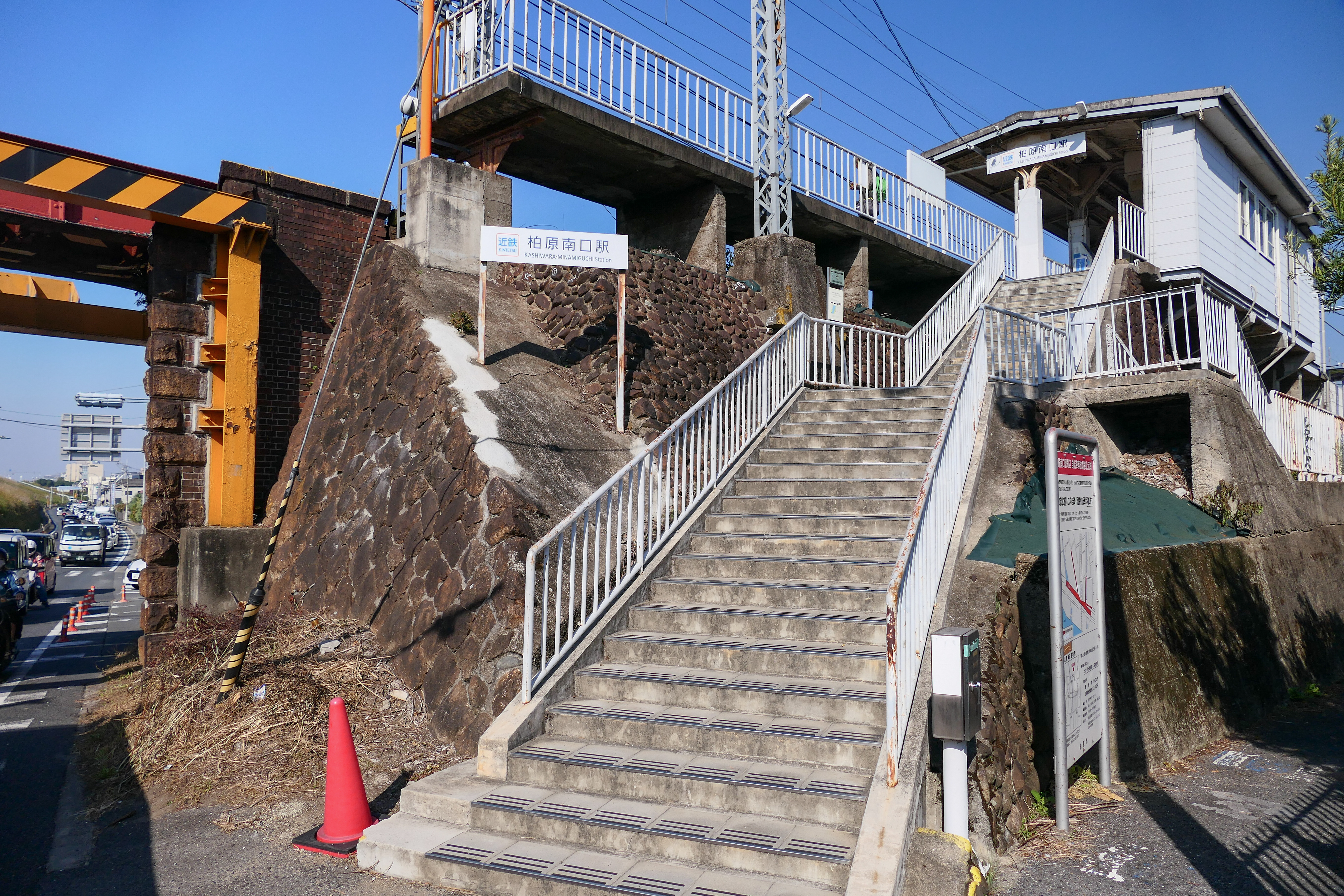
車站入口(2023年11月)

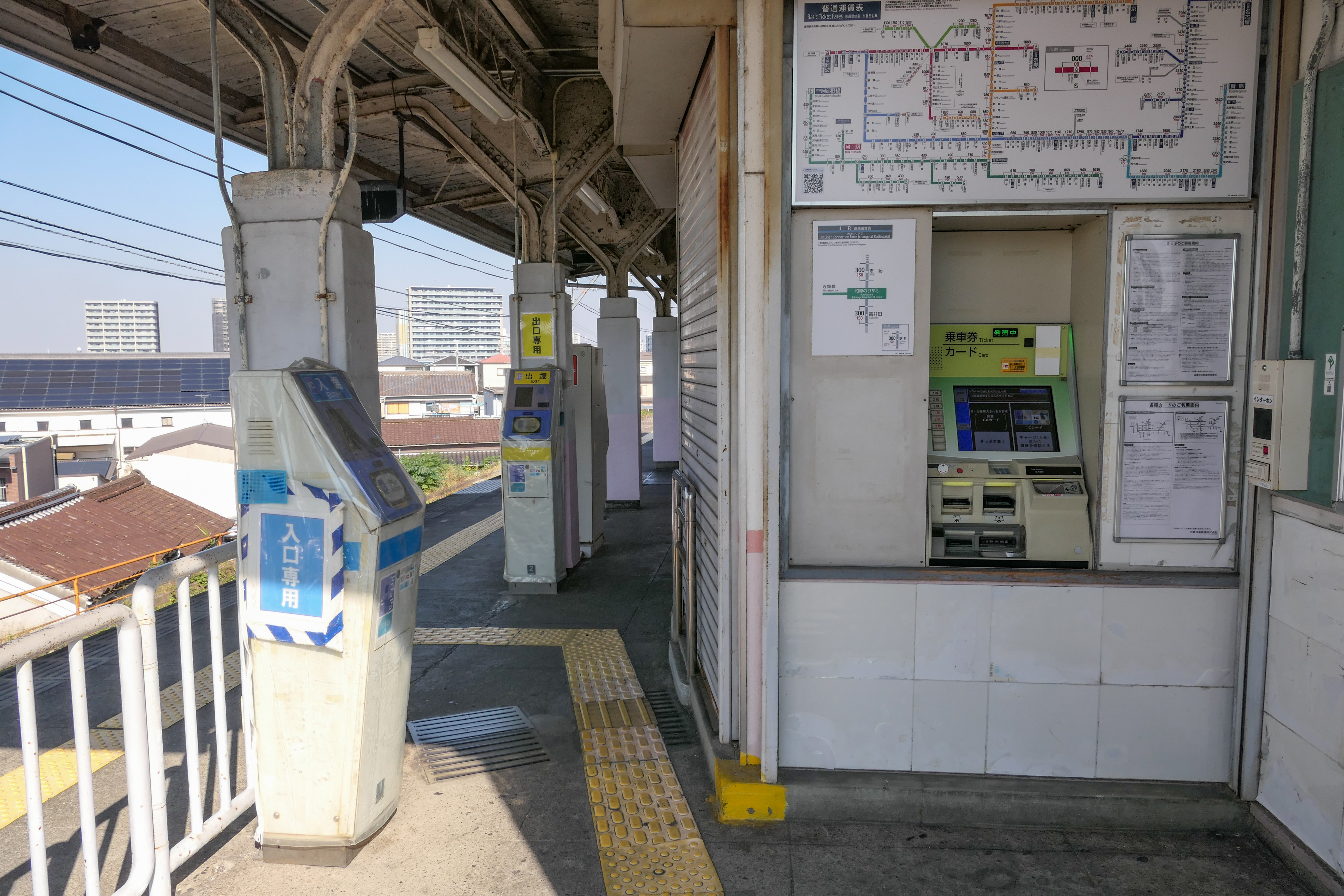
驗票口(2023年11月)

## 歷史
- 1911年（明治44年）11月12日 - 河南鐵道的柏原 - 道明寺間開業，本站隨之開業，當時的站名為大和橋站（やまとばしえき）。當時車站位於大和川的對岸，距離現在地址約600m。
- 1919年（大正8年）3月8日 - 河南鐵道改名為大阪鐵道。
- 1924年（大正13年）6月1日 - 路線電氣化，同時車站轉移至現在的地點，站名改稱為柏原南口站（かしわらみなみぐちえき）[1]。
- 1943年（昭和18年）2月1日 - 關西急行鐵道與大阪鐵道合併，成為道明寺線的車站[2]。
- 1944年（昭和19年）6月1日 - 由於戰時統合，關西急行鐵道與南海鐵道（現在的南海電氣鐵道前身。之後再次獨立）合併，成為近畿日本鐵道道明寺線的車站[2]。
- 2007年（平成19年）4月1日 - 可使用PiTaPa乘車[3]。
- 2013年（平成25年）12月21日 - 全日無站務員進駐。

## 車站構造
本站為單式月台1面1線的地面車站。無論往柏原或是往道明寺都在同一個月台發車。月台長度可容納2節車廂。可轉乘近鐵大阪線的安堂站，需徒步約7分。本站由藤井寺站管理，屬於無人車站。

## 使用狀況
近年1日上下車人次調査結果如下表｡
- 2018年11月13日：971人
- 2015年11月10日：735人
- 2012年11月13日：564人
- 2010年11月9日：792人
- 2008年11月18日：1,063人
- 2005年11月8日：788人

## 車站周邊
- 安堂站 - 近鐵大阪線
- 柏原市役所
- 柏原市民會館
- 柏原警察署
- 大和川
- 新大和橋

## 相鄰車站
近畿日本鐵道
 道明寺線
道明寺 （N15） － 柏原南口 （N16） － 柏原 （N17）